# Bart (Doubs)
Bart| é uma comuna francesa na região administrativa de Borgonha-Franco-Condado|département=Doubs, no departamento de Doubs. Estende-se por uma área de 3,84 km². Em 2010 a comuna tinha 2 019 habitantes (densidade: 525,8 hab./km²).